# Miranda do Douro
Pour les articles homonymes, voir Miranda.
Miranda do Douro (en langue mirandaise Miranda de I Douro) est une municipalité (en portugais : concelho ou município) du Portugal et une ville (pt : cidade), située dans le district de Bragance et dans la région Nord, sous région Alto Trás-os-Montes. La ville jouxte le parc naturel du Douro International et domine en à-pic la vallée du Douro aux confins de l'Espagne et du Portugal.
En Terre de Miranda sont parlées la langue mirandaise (avec un statut protégé) et la langue portugaise.

## Histoire
Par le passé, la ville appartenait au couvent d'Astorga, étant de la sorte influencée sur les plans culturel et linguistique. En effet, le mirandais est une langue dérivée de l'astur-léonais.
La langue revêt un caractère officiel. Il est donc usuel que les populations avoisinantes (Sendim, Duas Igrejas ou Aldeia Nova) soient bilingues.

## Géographie

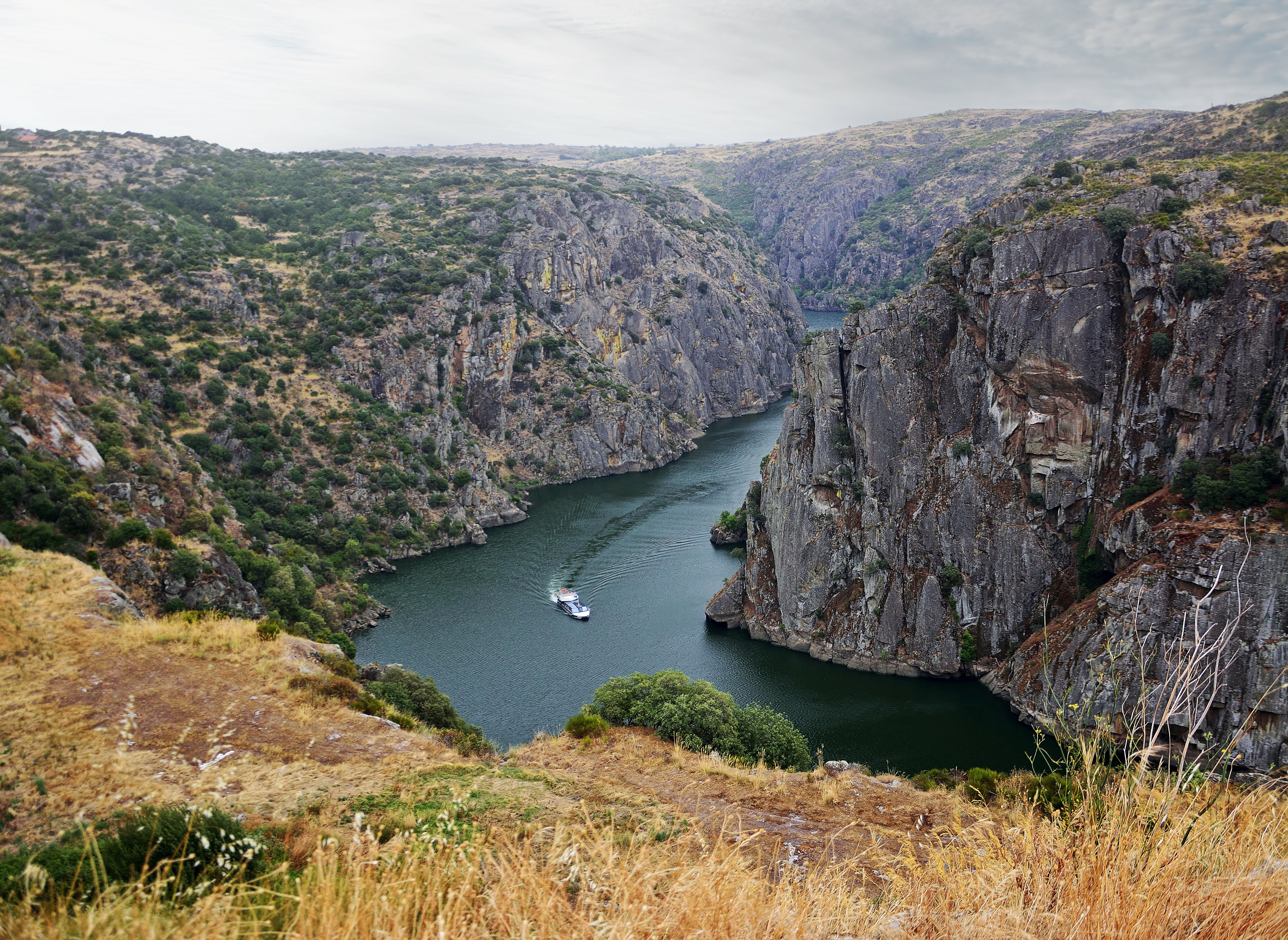
Parc naturel du Douro.

Elle est traversée par le fleuve Douro comme l'indique son nom. Ce dernier constitue la frontière avec l'Espagne à l'est de la commune. Le passage entre les deux pays s'effectue par le barrage hydroélectrique construit sur le fleuve.
Miranda do Douro est également limitrophe des communes de Mogadouro au sud-ouest et de Vimioso au nord-ouest.
Le paysage se caractérise par de hautes falaises de granite qui encaissent le cours du fleuve. En amont du barrage, le parc naturel Douro Internacional abrite plusieurs espèces d'oiseaux ainsi qu'une faune aquatique, notamment des loutres. La végétation est également intéressante, compte tenu des conditions difficiles engendrées par un climat de petite montagne de type méditerranéen (584 mètres). Un bateau en assure la visite quotidiennement.

## Démographie
| 1801  | 1849  | 1900   | 1930   | 1960   | 1981  | 1991  | 2001  | 2004  |
| ----- | ----- | ------ | ------ | ------ | ----- | ----- | ----- | ----- |
| 7 706 | 7 146 | 10 639 | 11 272 | 18 972 | 9 948 | 8 697 | 8 048 | 7 707 |

Outre le portugais, une fraction non négligeable de la population parle le mirandais, variante de l'asturien, également parlé dans la municipalité de Vimioso (localités d'Angueira, Caçarelhos et, surtout, Vilar Seco). Le nombre de locuteurs du mirandais est estimé à 15 000.

## Subdivisions

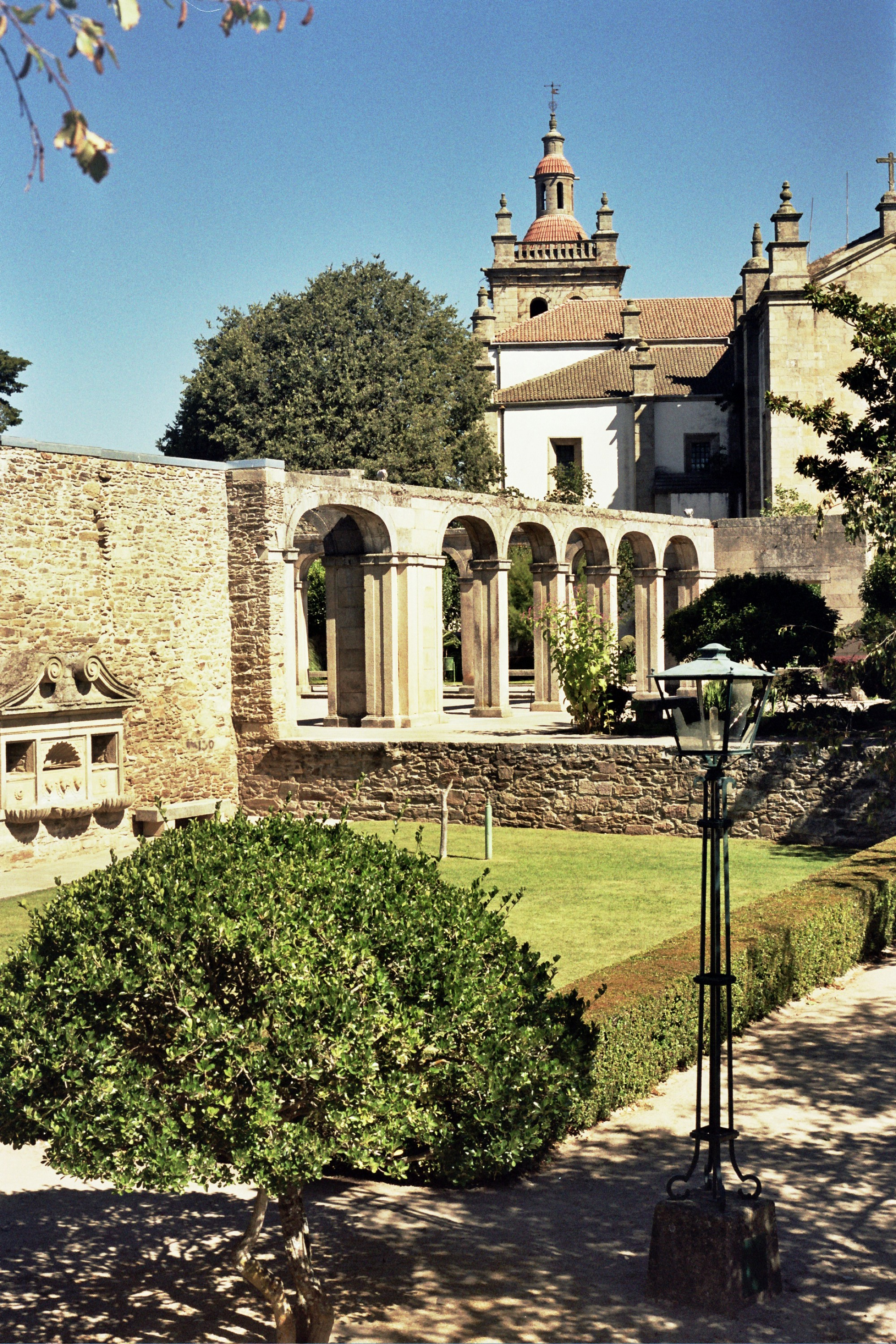
Palais de l'évêque.

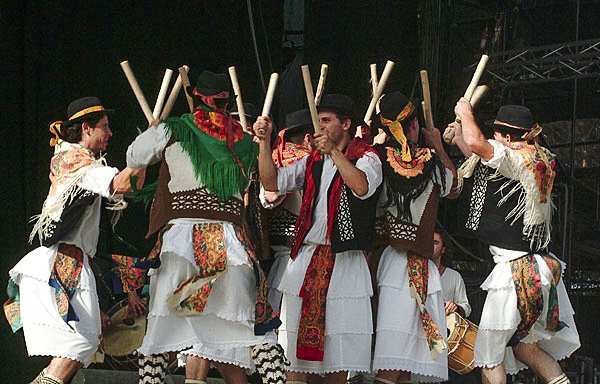
Pauliteiros.

La municipalité de Miranda do Douro groupe 17 localités ou paroisses (freguesia, en portugais) :
- Águas Vivas
- Atenor
- Cicouro
- Constantim
- Duas Igrejas
- Genísio
- Ifanes
- Malhadas
- Miranda do Douro
- Palaçoulo
- Paradela
- Picote
- Póvoa
- São Martinho de Angueira
- Sendim
- Silva
- Vila Chã de Braciosa

## Jumelages
Orthez (France) depuis 1999

## Monuments
Sa cathédrale met à l'honneur la légende du miracle de l'« O menino da Cartolinha » (l'Enfant Jésus de Cartolinha).

## Culture

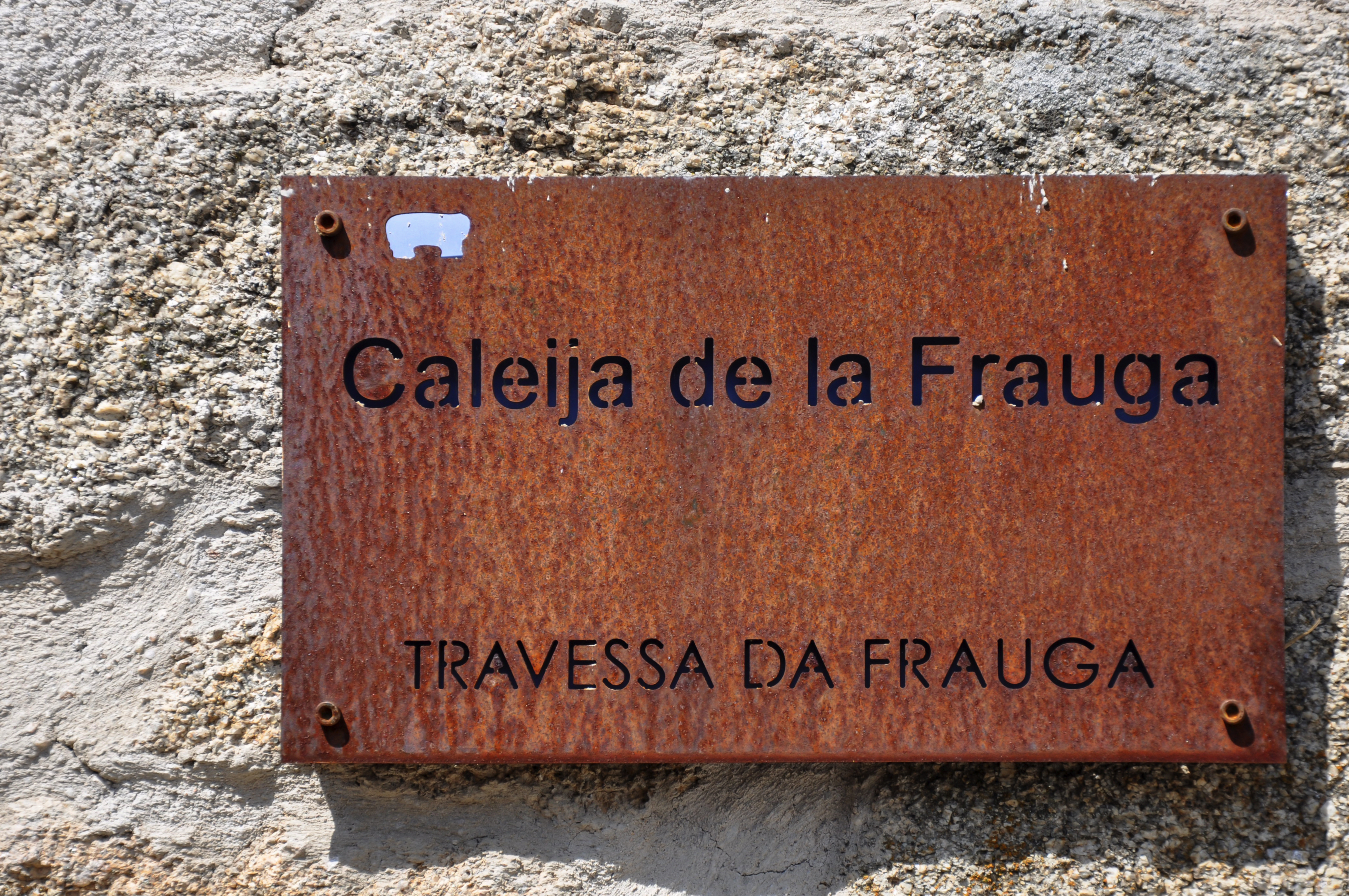
Panneau bilingue.

- Musée de la Terre de Miranda

### Sources
- (es) Cet article est partiellement ou en totalité issu de l’article de Wikipédia en espagnol intitulé « Miranda do Douro » (voir la liste des auteurs).